# Barroquinha
Barroquinha là một đô thị thuộc bang Ceará, Brasil. Đô thị này có diện tích 383,426 km², dân số năm 2007 là 14809 người, mật độ 38,62 người/km².